# Сіріуті

41°35′54″ пн. ш. 140°25′8″ сх. д. / 41.59833° пн. ш. 140.41889° сх. д.
Сіріу́ті (яп. 知内町, しりうちちょう, МФА: [ɕiɾʲi.ut͡ɕi̥ t͡ɕoː]) — містечко в Японії, в повіті Каміїсо округу Осіма префектури Хоккайдо. Станом на 1 жовтня 2008 року площа містечка становила 196,67 км². Станом на 31 березня 2017 населення містечка становило 4501 осіб.